# Toiletrolhouder
Een toiletrolhouder is een voorwerp waarmee een rol toiletpapier op een handige plaats naast de toiletpot gehangen kan worden. In zijn simpelste vorm is het niet meer dan een stok waar de toiletrol op geplaatst wordt, maar meestal bevat de houder ook een klepje waartegen het wc-papier makkelijker afgescheurd kan worden. De manier waarop de rol op de houder wordt geplaatst, is zeer contentieus.
In veel huishoudens hebben de toiletrolhouder en de wc-borstel eenzelfde vormgeving, soms ook in combinatie met de planchetten onder de spiegels.

## Positie rol

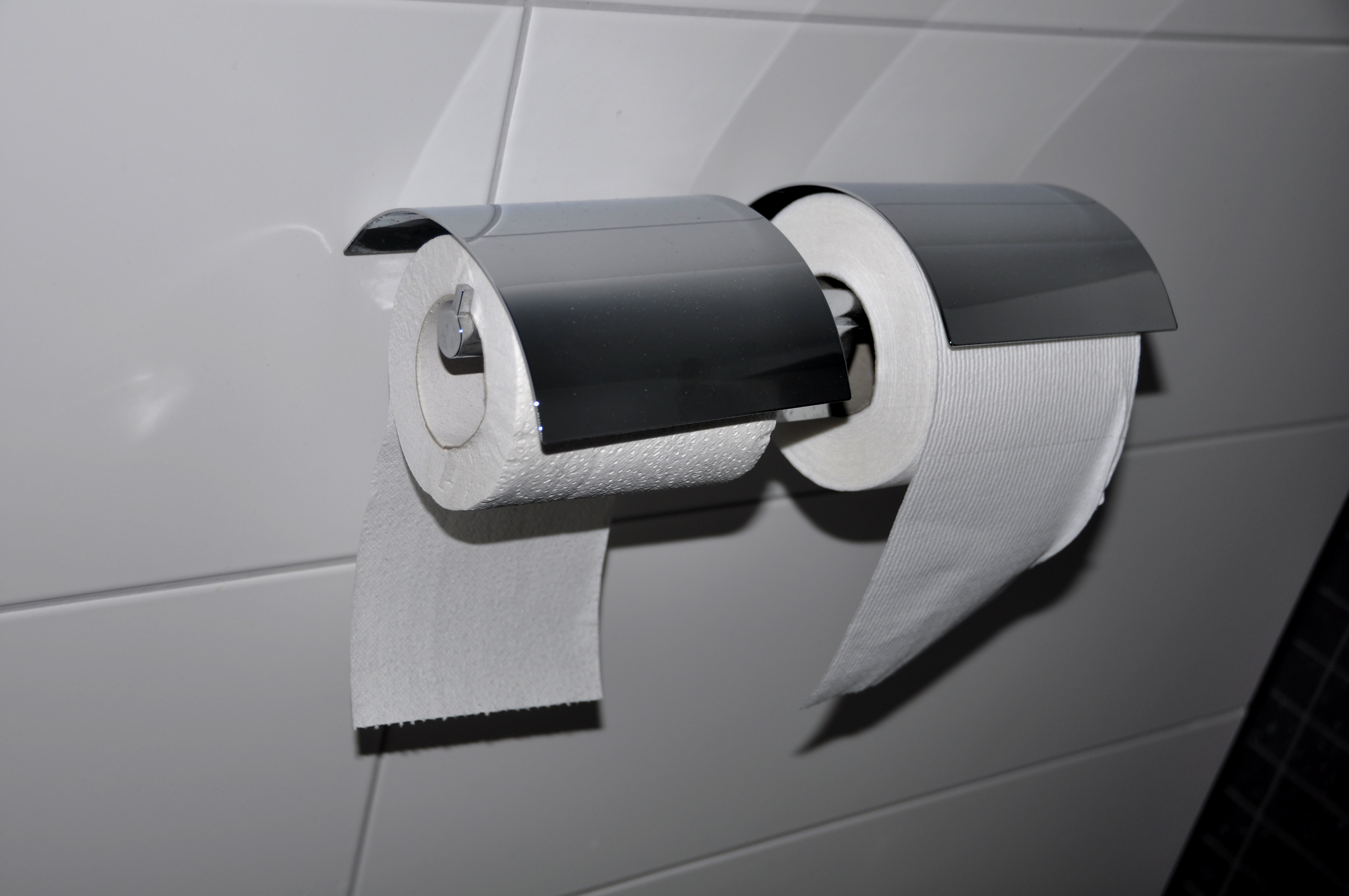
Oplossing: Zijdezacht én schuurpapier naar ieders voorkeur verschillend opgehangen.

Er zijn twee manieren waarop men een rol toiletpapier kan ophangen aan een horizontale toiletrolhouder: naar "voren" (met de strook waar het nieuwe velletje wordt afgescheurd van de muur af) of naar "achteren" (met de strook naar de muur toe).
Volgens sommige auteurs hangt de keuze voor een van deze manieren van ophangen samen met iemands identiteit en zou er in relaties over worden getwist.
Mensen die voor naar voren hangend papier kiezen, vinden dat handiger omdat het velletje goed zichtbaar is en eenvoudiger afrolt, of hygiënischer omdat de kans dat de muur besmeurd wordt kleiner zou zijn. Ook kan het laatste velletje gevouwen worden om aan te geven dat de toiletruimte recent is schoongemaakt. Bovendien is een eventueel patroon dan beter zichtbaar. Een ander voordeel is dat moderne toiletrolhouders zo ontworpen zijn dat ze met één hand te bedienen zijn. Horizontaal trekken rolt het papier af, terwijl naar beneden trekken het papier afscheurt. Maar dit lukt alleen met de flap naar voren.
Aanhangers van naar achteren hangend papier wijzen erop dat zo de kans kleiner is dat er te veel papier afrolt bij krachtige of onverwachte bewegingen en dat het losse papiertje zo gemakkelijker buiten zicht kan worden gehouden.